# オーストリア (小惑星)
オーストリア (136 Austria) は、小惑星帯に位置する大きな小惑星の一つ。M型小惑星に分類される。1874年3月18日にオーストリアの天文学者、ヨハン・パリサにより当時オーストリア領だったプーラで発見された。これはパリサが発見した最初の小惑星であり、彼の母国の名前にちなみ命名された。